# Bufonia chevallieri
Bufonia chevallieri là loài thực vật có hoa thuộc họ Cẩm chướng. Loài này được Batt. mô tả khoa học đầu tiên năm 1917.